# Шутки в сторону 2: Миссия в Майами
«Шутки в сторону 2: Миссия в Майами» (фр. Le Flic de Belleville) — французский остросюжетный комедийный фильм режиссёра Рашида Бушареба.
Премьера фильма в России прошла 28 февраля 2019 года.

## О фильме
События фильма происходят в жарком Майами, где был убит Роланд — лучший друг главного героя по имени Себастьян Бушар (Омар Си), чернокожего французского полицейского, который работает в полиции Парижа. Теперь он должен найти преступников и отомстить за друга. Объединившись с местным копом американо-кубинского происхождения по имени Рикардо Гарсия (Луис Гусман), который славится своей дерзостью и вспыльчивостью, они совершают безрассудные поступки и нарушают закон, чтобы расследовать это дело. Им предстоит поймать несколько дипломатов-наркобаронов.

## В ролях
- Омар Си — Себастьян Бушар
- Луис Гусман — Рикардо Гарсия
- Биюна — Зохра
- Дьем Нгуен — Лин
- Маймуна Гуйе — Иман Туре
- Жюли Ферье — Консул
- Франк Гастамбид — Роланд
- Майк Бенитез — Капитан Мендес

## Русский дубляж
На русский язык фильм был дублирован студией «Мосфильм-Мастер».
- Режиссёр дубляжа — Михаил Тихонов.
- Переводчик — Юлиана Картер.

Роли дублировали:
- Радик Мухаметзянов — Себастьян Бушар
- Илья Хвостиков — Рикардо Гарсия
- Людмила Ильина — Зохра
- Татьяна Манетина — Лин
- Анна Киселёва — Иман Туре
- Ольга Голованова — Консул
- Владимир Паляница — Роланд
- Константин Карасик — Капитан Мендес

## Производство
Производство фильма началось в 2011 году совместно с продюсерами Куин Латифой и Жамелем Деббузом. Съёмки фильма проходили в Париже, Майами, Лос-Анджелесе, Боготе и Колумбии.